# اثر دشمن عزیز

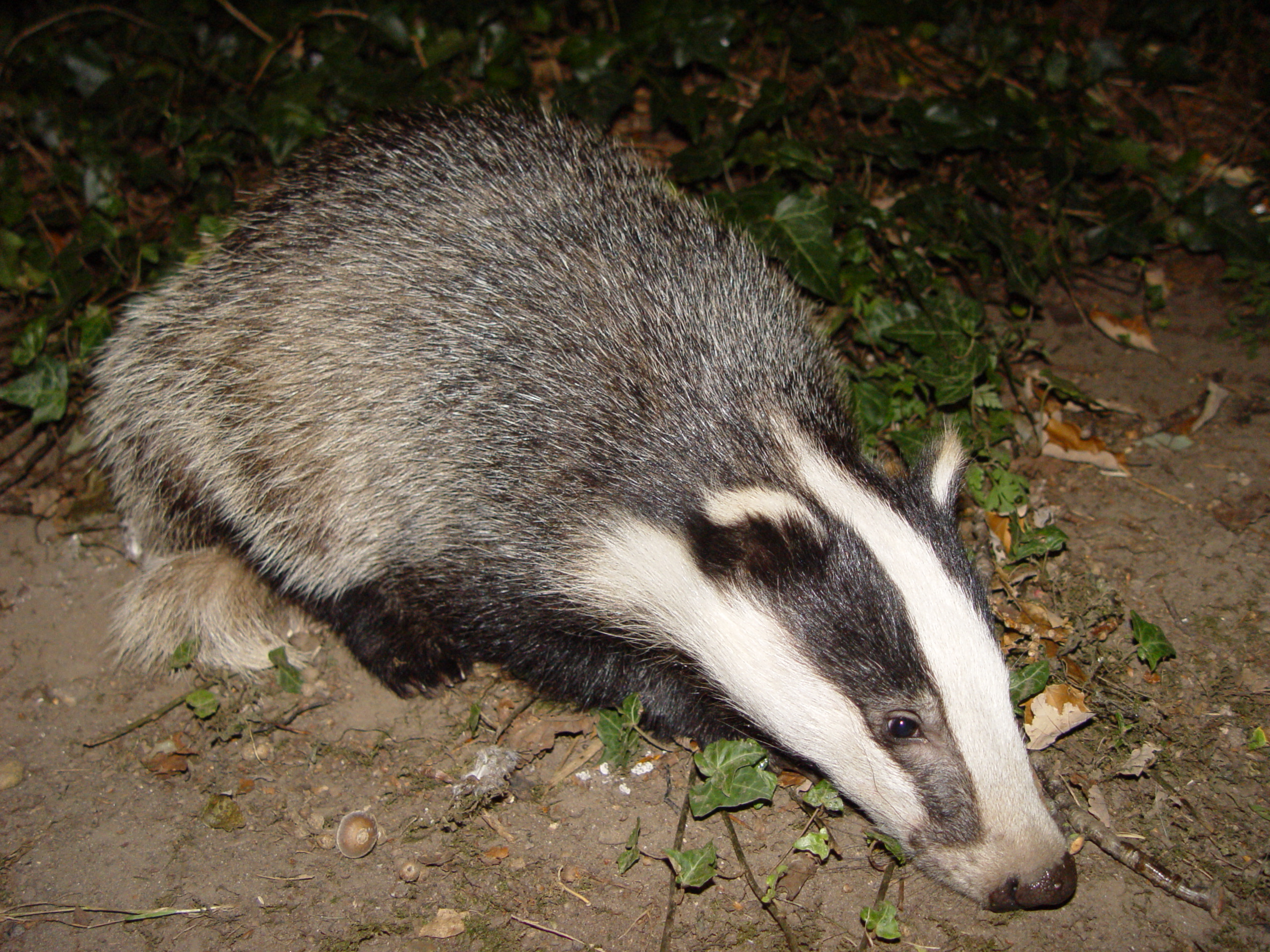
گورکن‌های اوراسیایی کمتر به عطر همنوعان آشنا واکنش تهاجمی نشان می‌دهند تا ناآشنا.

اثر دشمن عزیز (به انگلیسی: Dear enemy effect) یا شناسایی دشمن عزیز یک پدیده رفتاری است که در آن دو جانوران با قلمرو همسایه پس از مشخص شدن مرزهای سرزمینی نسبت به یکدیگر کمتر تهاجمی می‌شوند. از آنجایی که صاحبان قلمرو به همسایگان خود عادت می‌کنند، زمان و انرژی کمتری را برای رفتارهای دفاعی نسبت به یکدیگر صرف می‌کنند. با این حال، پرخاشگری نسبت به همسایگان ناآشنا یکسان باقی می‌ماند. برخی از نویسندگان پیشنهاد کرده‌اند که اثر دشمن عزیز این است که ساکنان قلمرو سطح پایین‌تری از تهاجم نسبت به همسایگان آشنا در مقایسه با افراد ناآشنا که «شناور» غیرقلمرو هستند، نشان می‌دهند.

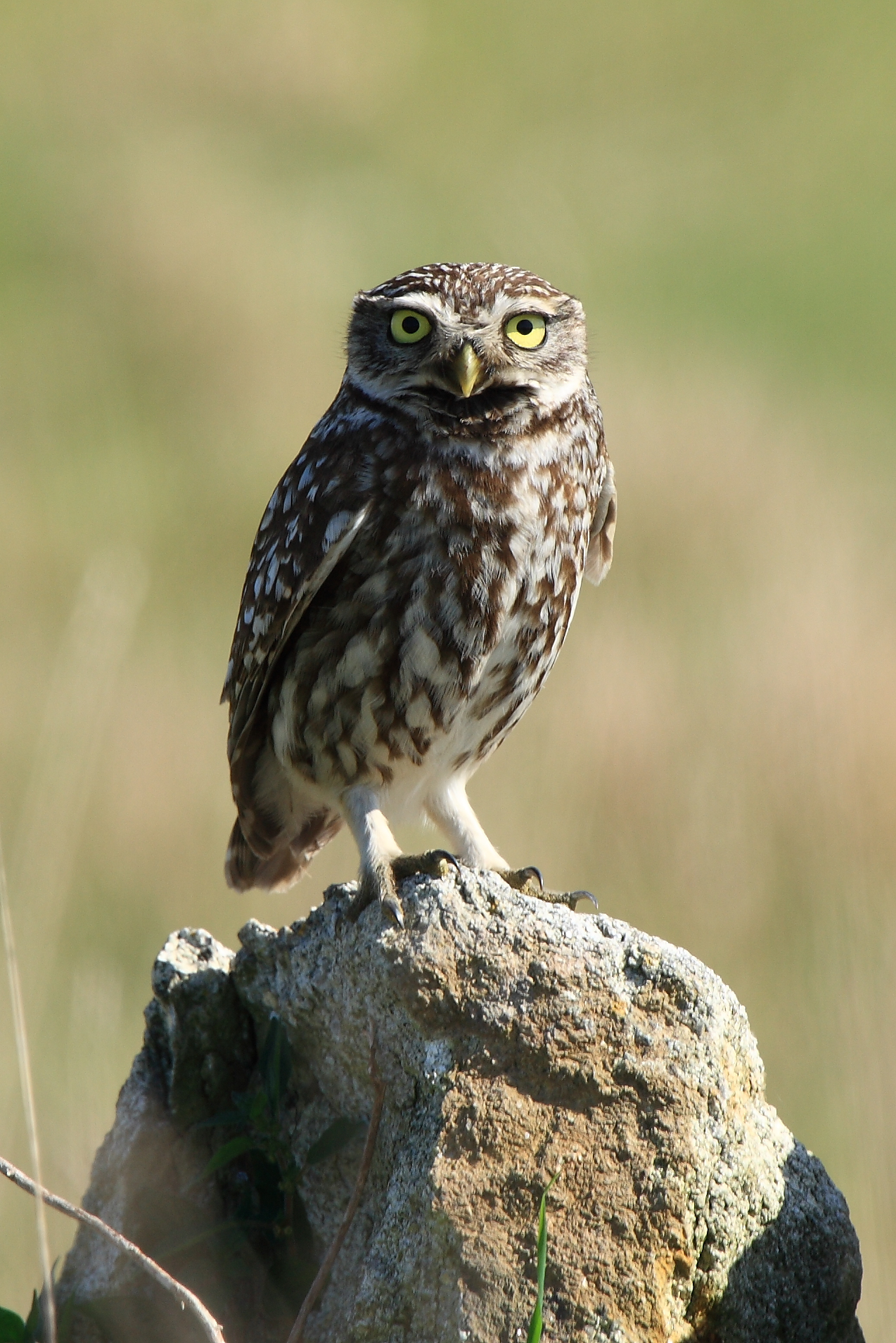
جغد کوچک با شدت کمتری به همسایه‌های آشنا سروصد تولید می‌کند تا ناآشنا.